# Colette Castel
Pour les articles homonymes, voir Castel.
Colette Castel est une actrice française, née le 29 juin 1937 à Paris et morte le 17 septembre 2019 à Terrasson-Lavilledieu.
Elle a joué dans de nombreux films et a travaillé notamment avec René Clair, René Clément, Henri-Georges Clouzot et Yves Robert.
Divorcée de José Artur, elle est la mère de la comédienne Sophie Artur.

## Filmographie sélective
- 1953 : Mandat d'amener de Pierre Louis
- 1955 : Les Impures de Pierre Chevallier
- 1955 : Les Grandes Manœuvres de René Clair
- 1956 : La Famille Anodin (téléfilm)
- 1957 : Fernand clochard de Pierre Chevallier
- 1960 : La Vérité d'Henri-Georges Clouzot
- 1961 : Les Amours célèbres de Michel Boisrond.
- 1961 : Tout l'or du monde de René Clair
- 1962 : Nous irons à Deauville de Francis Rigaud
- 1962 : L'inspecteur Leclerc enquête
  - L'Affaire des Bons Enfants de Marcel Bluwal, avec Philippe Nicaud, Pierre Guillermo, Colette Castel.
  - Affaire de famille de Georges Lacombe
- 1963 : Le Jour et l'Heure de René Clément
- 1965 : Le bonheur Conjugal (série télévisée) de Jacqueline Audry
- 1966 : L'Étrangère de Sergio Gobbi
- 1968 : Puce (téléfilm) de Jacques Audoir
- 1969 : Qu'est-ce qui fait courir les crocodiles ? de Jacques Poitrenaud
- 1970 : Au théâtre ce soir : Deux fois deux font cinq de Gabriel Arout, mise en scène Pierre Dux, réalisation Pierre Sabbagh, Théâtre Marigny
- 1972 : Au théâtre ce soir : Charmante Soirée de Jacques Deval, mise en scène Pierre Mondy, réalisation Georges Folgoas, Théâtre Marigny
- 1972 : Le Grand Blond avec une chaussure noire d'Yves Robert : Paulette
- 1973 : Au théâtre ce soir : Jeux d'esprits de Noël Coward, mise en scène Jacques François, réalisation Georges Folgoas, Théâtre Marigny
- 1974 : Le Retour du grand blond d'Yves Robert : Paulette
- 1976 : Au théâtre ce soir : Le monsieur qui a perdu ses clés de Michel Perrin, mise en scène Robert Manuel, réalisation Pierre Sabbagh, Théâtre Édouard VII
- 1979 : Médecins de nuit de Bruno Gantillon, épisode : Léone (série télévisée)
- 1981 : La Double Vie de Théophraste Longuet (téléfilm en trois parties) de Yannick Andréi
- 1986 : Twist again à Moscou de Jean-Marie Poiré
- 1990 : On s'en fout, nous on s'aime de Michel Gérard
- 1995 : L'Affaire Dreyfus (téléfilm) d'Yves Boisset

## Théâtre
- 1958 : Don Juan d'Henry de Montherlant, mise en scène Georges Vitaly, Théâtre de l'Athénée
- 1961 : Le Repos du guerrier de Christiane Rochefort, mise en scène Jean Mercure, Théâtre de Paris
- 1962 : Les Cailloux de Félicien Marceau, mise en scène André Barsacq, Théâtre de l'Atelier
- 1962 : Lieutenant Tenant de Pierre Gripari, mise en scène Jean-Paul Cisife, Théâtre de la Gaîté Montparnasse
- 1963 : Bonsoir Madame Pinson d'Arthur Lovegrove, adaptation André Gillois et Max Régnier, mise en scène Jean-Paul Cisife, Théâtre de la Porte-Saint-Martin
- 1964: Les Ailes de la colombe de Christopher Taylor, mise en scène Michel Fagadau, Théâtre des Mathurins
- 1967 : La Promesse d'Alexeï Arbouzov, mise en scène Michel Fagadau, Théâtre de la Gaîté-Montparnasse
- 1968 : Le Knack d'Ann Jellicoe, mise en scène Michel Fagadau, Théâtre de la Gaîté-Montparnasse
- 1968 : La Famille Tot d'Istvan Orkeny, mise en scène Michel Fagadau, Théâtre de la Gaîté-Montparnasse
- 1969 : Le monde est ce qu'il est d'Alberto Moravia, mise en scène Pierre Franck, Théâtre des Célestins, Théâtre de l'Œuvre
- 1971 : Sucre d'orge d'Israël Horovitz, mise en scène Michel Fagadau, Théâtre de la Gaîté-Montparnasse
- 1972 : Le Tombeur de Neil Simon, mise en scène Emilio Bruzzo, Théâtre de la Madeleine
- 1975 : Un tramway nommé Désir de Tennessee Williams, mise en scène Michel Fagadau, Théâtre de l'Atelier
- 1980 : Une place au soleil de Georges Michel, mise en scène Étienne Bierry,   Théâtre de Poche Montparnasse